# Unificação da Arábia Saudita
A unificação da Arábia Saudita foi um processo pelo qual as várias tribos, xerifados e emirados da maior parte da Península Arábica foram consolidados sob o controle da Casa de Saud (ou Al Saud) entre 1902 e 1932, quando o moderno Reino da Arábia Saudita foi proclamado. Realizado sob o carismático Abdul Aziz Ibn Saud, esse processo criou o que é por vezes referido como o Terceiro Estado Saudita, para diferenciá-lo do primeiro e do segundo estados que existiam sob clã Al Saud.
Os Al Saud estavam em exílio no Cuaite desde 1893 após a desintegração do Segundo Estado Saudita e a ascensão de Jabal Xamar sob o clã Raxidi. Em 1902, Ibn Saud recapturou Riade, a antiga capital da dinastia Al Saud. Ele passou a dominar o restante de Négede, Alhaça, Jabal Xamar, Assir e Hejaz (localização das cidades sagradas muçulmanas de Meca e Medina) entre 1913 e 1926. O governo resultante foi chamado o Reino do Hejaz e Négede em 1927, até que se consolidou Alhaça e Qatif para o Reino da Arábia Saudita, em 1932.

## Antecedentes
Na sequência do acordo de Daria entre Maomé ibne Abdal Uaabe e Muhammad bin Saud, o clã Al Saud fundou o Primeiro Estado Saudita, um Estado baseado na apologia rígida do Islã. A ideologia nascida deste período foi mais tarde apelidada de uaabismo. Originário da região de Négede na Arábia central, o Primeiro Estado Saudita conquistou a maior parte da Península Arábica, que culminou com a captura da cidade santa muçulmana de Meca, em 1802.
A perda de Meca foi um golpe significativo para o prestígio do Império Otomano, que havia exercido a soberania sobre a cidade santa desde 1517, e os otomanos finalmente transferiram suas ações contra os Al Saud. A tarefa de destruir os sauditas foi entregue ao poderoso vice-rei do Egito, Maomé Ali, que enviou tropas para a região de Hejaz e recapturou Meca. Seu filho, Ibrahim Paxá, entretanto liderou as forças otomanas no coração de Négede, capturando cidade após cidade, na Expedição de Négede. Ao chegar à capital saudita em Daria, Ibrahim foi colocado sob cerco durante vários meses, até que os sauditas se renderam no inverno de 1818. Ele, então, enviou muitos membros dos clãs de Al Saud e ibne Abdul Uaabe ao Egito e a capital otomana de Constantinopla e ordenou a destruição sistemática de Daria. O último imame saudita (líder), Abdullah bin Saud, mais tarde foi executado em Constantinopla.
Os Al Saud sobreviveram no exílio e viriam a fundar o Segundo Estado Saudita, que é geralmente considerado por ter durado desde a captura de Riade por Turki bin Abdullah bin Muhammad (que foi designada como a nova capital), em 1824, até a Batalha de Mulayda em 1891. Comparado com o Primeiro Estado Saudita, o segundo período saudita foi marcado por uma expansão territorial inferior e pelo menor fervor religioso.[carece de fontes?] Também foi marcado por uma instabilidade, o que o clã Raxidi de Jabal Xamar foi capaz de explorar. O líder saudita, Abdul Rahman ibn Faisal, procurou refúgio no Cuaite, em 1893.

## História

### Os sauditas assumem o controle de Riade
Em 1901, o filho de Abdul Rahman, Abdul Aziz (o futuro Ibn Saud), solicitou ao Emir do Cuaite homens e suprimentos para um ataque a Riade. Já envolvido em várias guerras com os Raxidi, o Emir concordou com o pedido, dando cavalos e armas a Ibn Saud. Embora o número exato de homens aumentasse e diminuísse durante o subsequente percurso, acredita-se ter deixado com cerca de 40 homens.
Em janeiro de 1902, Ibn Saud e os seus homens chegaram a Riade. Com apenas uma pequena força, ele sentiu que a única maneira de tomar a cidade era capturar o Castelo de Al Masmak e matar Ibn Ajlan, Chefe de Riad. As forças de Ibn Saud capturaram o castelo e mataram Ibn Ajlan conforme o planejado, e tomaram a cidade durante a noite. Com a captura de antiga casa de sua família, Ibn Saud provou que possuía as qualidades necessárias para ser um xeique ou emir: liderança, coragem e sorte; que faria posteriormente ele unir a maioria da península mais uma vez e fundar o moderno Estado da Arábia Saudita.

### Guerra Saudita-Raxidi
A Guerra Saudita-Raxidi, também conhecida como a "Primeira Guerra Saudita-Raxidi" ou as "Batalhas por Qasim", foi o engajamento entre as forças sauditas leais do recém-nascido Sultanato de Négede contra o Emirado de Hail (Jabal Xamar) sob os Raxidis. O período de guerra com batalhas esporádicas terminou com tomada saudita da região Qasim, após a vitória decisiva em Qasim em 13 de abril de 1906, embora outros engajamentos seguidos em 1907.

### Alhaça e Qatif
Em 1913, Ibn Saud, anexa Alhaça e Qatif para a seu domínio do Emirado de Riade.

### Durante a Primeira Guerra Mundial
Em dezembro, o governo britânico (iniciado no início de 1915) tentou cultivar favores com Ibn Saud, através do seu agente secreto, o capitão William Shakespear, mas isto foi abandonado após a morte de Shakespeare na Batalha de Jarrab. Em vez disso, o apoio britânico foi transferido para o rival de Ibn Saud,  Xarife Hussein bin Ali, líder de Hejaz, com quem os sauditas estavam quase que constantemente em guerra. Lorde Kitchener também recorreu a Hussein bin Ali, Xarife de Meca para obter assistência no conflito e Hussein queria reconhecimento político em troca. Em uma troca de cartas com Henry McMahon lhe assegurou que seu auxílio seria recompensado entre o Egito e a Pérsia, com a exceção das possessões imperiais e os interesses no Cuaite, Adém e na costa da Síria. Os britânicos foram inseridos no Tratado de Darin no qual fez os territórios da Casa de Saud um protetorado britânico. Ibn Saud se comprometeu a novamente fazer guerra contra Ibn Raxidi, que era um aliado dos otomanos; a Ibn Saud também foi dada uma remuneração mensal em troca de uma guerra contra Ibn Raxidi.

### Primeira Guerra Négede-Hejaz
A Primeira Guerra Saudita-Hachemita ou disputa Al-Khurma ocorreu em 1918-1919 entre Abdulaziz Ibn Saud do Emirado de Négede e os hachemitas do Reino de Hejaz. A guerra veio no âmbito do conflito histórico entre os hachemitas de Hejaz e os sauditas de Riade (Négede) sobre a supremacia na Arábia; resultou na derrota das forças hachemitas e na captura de al-Khurma pelos sauditas e seu aliado Ikhwan, mas uma intervenção britânica impediu o colapso imediato do reino Hachemita, estabelecendo um sensível cessar-fogo, que duraria até 1924.

### Conquista de Hail
A Conquista de Hail, também conhecida como a Segunda Guerra Saudita-Raxidi, foi o engajamento das forças sauditas com as tribos aliadas de Ikhwan pelo Emirado de Hail (Jabal Xamar) sob os últimos governantes Raxidi. Em 2 de novembro de 1921, Jabal Xamar foi completamente conquistada por forças sauditas e, posteriormente, incorporada no Sultanato de Négede.

### Guerra Cuaite-Négede
A guerra fronteiriça Cuaite-Négede surgiu como consequência da Primeira Guerra Mundial, quando o Império Otomano foi derrotado e os britânicos invalidaram a Convenção Anglo-Otomana, declarando o Cuaite como sendo um "xerifado independente sob protetorado britânico". O vazio de poder, deixado pela queda dos otomanos, aguçou o conflito entre o xerifado do Cuaite e Négede. A curta guerra resultou em confrontos fronteiriços esporádicos até o fim de 1921. As fronteiras dos Emirados do Cuaite e de Négede finalmente foram estabelecidas pelo Protocolo de Uqair de 1922.

### Ataques Ikhwan

#### Incursões na Transjordânia
Os ataques dos Ikhwan a Transjordânia foram uma série de saques pelos Ikhwan, tribos de árabes irregulares de Négede na Transjordânia entre 1922 e 1924. Embora os ataques não fossem orquestrados por Ibn Saud, o governante de Négede, nada foi feito por ele para parar os grupos atacantes, os seus aliados Ikhwanis. Isto, porém mudou após a conquista de Hejaz, quando a postura cada vez mais crítica e negativa de Ibn Saud aos ataques Ikhwan desenvolveram em uma disputa aberta e essencialmente um conflito sangrento a partir de 1927.
No início dos anos 1920, as repetidas incursões wahhabitas de Ikhwan a partir de Négede em partes do sul de seu território eram a ameaça mais séria para a posição do Emir Abdalá na Transjordânia. O emir foi incapaz de repelir os ataques por si mesmo, assim, os britânicos mantiveram uma base militar, com uma pequena força aérea, em Marka, perto de Amã.

#### Incursão no Iraque em 1921
Em 1921, um grupo Ikhwan invadiu o sul do Iraque, saqueando aldeias xiitas, o que resultou em 700 xiitas iraquianos mortos.

### Segunda Guerra Négede-Hejaz
A conquista saudita de Hejaz foi uma campanha engajada pelo sultão saudita Abdulaziz Ibn Saud para assumir o Reino Hachemita da Hejaz em 1924-1925. A campanha terminou com sucesso em dezembro de 1925 com a queda dos Jeddah. Posteriormente, em 1926, o território do reino conquistado foi incorporado ao Reino do Hejaz e Négede, sob o regime saudita.

### A rebelião Ikhwan
Como a expansão saudita desacelerou em 1920, alguns entre os Ikhwan pressionaram para a continuidade da expansão, em particular aos territórios controlados pelos britânicos, tais como o norte da Transjordânia - onde os Ikhwan invadiram entre 1922 e 1924. Faisal al-Duwaish da tribo Mutayr e Sultan bin Bajad da tribo Utaybah, os líderes dos Ikhwan, estavam entre aqueles que acusaram Abdul Aziz de passar a ser "suave”. Uma rebelião eclodiu, culminando em uma batalha em Sabillah, que alguns chamaram de massacre, mas fontes pró-sauditas consideram ter sido uma luta justa. Outras batalhas irromperam a partir de 1929 em Jabal Xamar e nas proximidades da tribo Awazim. A rebelião foi suprimida em 1930, com a rendição dos últimos elementos da oposição. Embora os sobreviventes fossem presos, os seus descendentes mantiveram oposição ao governo da Arábia Saudita, e certo descendente, Juhayman al-Otaibi, obteria infâmia em 1979, quando liderou a Captura da Grande Mesquita.

### Declaração do Reino da Arábia Saudita
O Reino da Arábia Saudita foi proclamado em 23 de setembro de 1932. O filho mais velho Ibn Saud, Saud, tornou-se príncipe herdeiro em 1933.

## Consequências

### Anexação de Assir

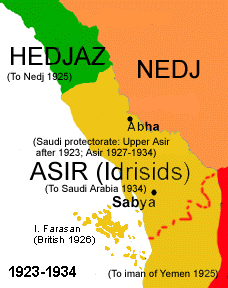
Assir, Hejaz, e Négede

A região de Assir, no atual sul da Arábia Saudita, esteve sob domínio turco de 1871 até a eclosão da Primeira Guerra Mundial, altura em que o seu emir, Hasan ibn Ali Al Aid, “tornou-se praticamente independente" e tentou governar de Abha. No entanto, combates seguiram-se entre suas forças e as de Muhammad ibn Ali al-Idrisi, que, eventualmente, definiu o Emirado de Idrisid de curta duração sob a tutela da Arábia Saudita. O emirado foi incluído pelo Estado saudita após um tratado de 1930, que previa que o território ficaria sob o controle direto de Ibn Saud após a morte do emir. O emirado foi finalmente incorporado no Reino da Arábia Saudita em 1934.

### Guerra Saudita-Iemenita
Com a dissolução do Império Otomano, um estado Zaidita foi estabelecido no Iêmen sob o Imam Muhammad bin Yahya Hamid ad-Din e seus descendentes. Os iemenitas reivindicavam partes do Assir e chegaram a confrontar com os sauditas em 1933. Escrevendo ao jornal estadunidense Foreign Affairs em 1934, o historiador Hans Kohn observou: "Alguns observadores europeus quiseram explicar o conflito armado como um conflito entre as políticas britânica e italiana na Arábia." Apesar dos vínculos britânicos para a Arábia Saudita e os vínculos italianos para o Iêmen, ele concluiu que "a rivalidade entre os dois governantes não foi de modo algum causada ou estimulada pela rivalidade entre os dois estados europeus". No entanto, em 1998, Alexei Vassiliev escreveu "o imame foi incentivado tanto pelos italianos, que prestaram assistência, a fim de aumentar a sua influência no Iêmen, e pelos britânicos, que desejavam desviar a atenção do Imam Yahya de seus protetorados no Adem". Os sauditas revidaram, chegando ao porto iemenita de Al Hudaydah antes de assinar um "tratado de amizade muçulmana e fraternidade árabe" em Taife, que foi publicado simultaneamente em Meca, Saná, Damasco e Cairo para destacar seu pan-arabismo.
Comentando sobre as implicações do tratado, que afirmava "que as nações [as duas partes] são uma e concordam em considerar os interesses recíprocos ao seu próprio", Kohn, escreveu: "A política externa de ambos os reinos será alinhada e harmonizada para que estes dois países passem a atuar como um país nos assuntos externos. Praticamente isso significará um protetorado sobre o Iêmen por Ibn Saud, o parceiro mais forte e muito mais progressista". As relações realmente permaneceram próximas até que uma guerra civil eclodiu no Iêmen em 1960, em um momento em que o país se tornava um campo de preparação para a batalha entre os valores conservadores e os do revolucionário egípcio Gamal Abdel Nasser.

## O movimento Ikhwan
As circunstâncias exatas sob as quais os Ikhwan (irmãos) surgiram permanecem obscuras. No entanto, sabe-se que consistiam em beduínos que foram imbuídos com fervor wahhabita em assentamentos conhecidos como hijras. Que desempenharam um papel importante na ascensão saudita ao poder, embora a extensão desse papel seja por vezes contestada.